# 흑갈양쥐돔
흑갈양쥐돔(Acanthurus nigrofuscus)은 양쥐돔목 양쥐돔과에 속하는 물고기이다. 몸길이는 35cm로 중형물고기에 속한다.

## 특징과 먹이
흑갈양쥐돔은 몸의 전체가 갈색을 띄고 있으며 이로 인해 라벤더탱이라는 이름으로도 불리는 물고기이다. 등지느러미와 뒷지느러미에 맨 후단부는 검은 점이 존재하며 골질융기연의 가장자리는 검다. 몸은 타원형이고 체고가 높으며 측편한다. 입은 작고 몸의 전단에 위치하며 눈은 몸의 등쪽에 위치한다. 미병부에는 1개의 골절융기연이 존재하고 꼬리지느러미의 끝은 오목하다. 갈색의 아름다운 모습을 가지고 있기 때문에 바닷물고기로서 관상어로 많이 쓰이며 아쿠아리움에서도 많이 전시하는 물고기이다, 먹이로는 새우와 같은 갑각류들과 해조류를 모두 먹는 잡식성의 어류이다.

## 서식지
흑갈양쥐돔의 주요서식지로는 인도양과 태평양이 있으며 일본의 남부 지역과 하와이에서 특히 많은 개체수가 서식한다. 수심 0~50m의 표해수대에 주로 서식하는 어류이며 연안에서 산호초가 많은 지역과 해조류가 많은 곳을 서식지로 선호한다.

## 같이 보기
- 양쥐돔목
- 양쥐돔과